# Ryszard Pidek
Ryszard Pidek (ur. 2 września 1946 w Kiełczewicach) – polski polityk, ekonomista, poseł na Sejm X kadencji.

## Życiorys
W latach 1967–1972 był pracownikiem Państwowego Zakładu Ubezpieczeń w Bychawie, następnie przez dwa lata w 1972–1974 Banku Rolnym we Włodawie. Ukończył w 1975 studia ekonomiczne na Uniwersytecie Marii Curie-Skłodowskiej w Lublinie, po czym został zastępcą dyrektora Banku Gospodarki Żywnościowej w Białej Podlaskiej. W 1979 został dyrektorem BGŻ w Ciechanowie, na stanowisku pracował przez dziesięć lat.
W latach 1989–1991 sprawował mandat posła na Sejm kontraktowy wybranego w okręgu ciechanowskim z puli Polskiej Zjednoczonej Partii Robotniczej. W trakcie kadencji przeszedł do Poselskiego Klubu Pracy, zasiadał w Komisji Łączności z Polakami za Granicą, Komisji Polityki Gospodarczej, Budżetu i Finansów i w trzech komisjach nadzwyczajnych.
Od lat 90. obejmował kolejne kierownicze stanowiska w spółkach prawa handlowego. Był m.in. prezesem zarządu Banku Współpracy Europejskiej. Organizował później otwarty fundusz emerytalny Cigna PTE. Zasiadał w radach nadzorczych PKP i Banku Pocztowego. Był też (od 2003) zastępcą dyrektora generalnego Poczty Polskiej.
Odznaczony Złotym Krzyżem Zasługi.